# Aechmea saxicola
Aechmea saxicola är en gräsväxtart som beskrevs av Lyman Bradford Smith. Aechmea saxicola ingår i släktet Aechmea och familjen Bromeliaceae. Inga underarter finns listade i Catalogue of Life.